# Pistolet maszynowy KOP-PAL
KOP-PAL – pistolet maszynowy konstrukcji polskiej, produkowany w warunkach konspiracyjnych, w czasie II wojny światowej.

## Historia
Broń została opracowana pod koniec 1941 roku na potrzeby Komendy Obrońców Polski (KOP). Dokumentację techniczną przygotowali inż. Michał Adamowicz (przedwojenny wykładowca w Wojskowej Szkole Rusznikarskiej w Rembertowie) oraz inż. Stefan Engler (przed wojną pracownik Instytutu Badań Materiałów Uzbrojenia w Rembertowie).
Prototyp wykonał na podstawie przygotowanych planów majster Edward Włoczkowski, pracujący w warsztacie mechanicznym mieszczącym się na ul. Gniewkowskiej 1a w Warszawie. Latem 1942 roku przygotowano materiały niezbędne do podjęcia produkcji seryjnej. Aresztowania członków organizacji zaburzyły te przygotowania. Doprowadziły też do przekształcenia organizacji w Polską Armię Ludową (PAL). Ogółem wyprodukowano kilkaset sztuk broni.

## Opis konstrukcji
Pistolet maszynowy KOP-PAL był bronią samoczynną, strzelającą tylko ogniem ciągłym z zamka otwartego. Działała na zasadzie wykorzystania energii odrzutu zamka swobodnego. Zasilana była z magazynka o pojemności 32 nabojów, dostawianego poziomo z lewej strony broni.